# 선천면역
선천면역(先天免疫, 영어: innate immunity)은 선천성 면역, 비특이적 면역, 1차 방어작용, 자연면역(自然免疫), 내재면역(內在免疫)으로도 불리며 특정한 병원체를 기억하지 않고 즉각적으로 반응하는 면역 체계를 가리킨다. 후천면역과는 달리 면역력이 장기간 지속되지 않으며, 포괄적인 방법으로 병원체를 처리한다. 모든 종류의 동물과 식물은 선천면역을 갖추고 있다. 선천면역은 진화학적으로 오래전부터 만들어진 것으로 여겨진다. 실제로 식물, 곰팡이, 곤충이나 일부 원시적 형태의 다세포 생물들은 자연면역체계만을 가지고 있다.

## 개요
면역에서, 면역성-감염성 질병으로부터 보호되는 과정은 크게 비특이적인 면역과 특이적인 면역 두 가지로 분류된다. 이중에 비특이적인 면역이 선천면역으로써 감염에 대한 일차적인 방어선이다. 여기에 관여하는 세포들은 감염되기 전부터 우리 몸 속에 존재하고 있으며 특이성을 가지지 않는 질병억제 기작을 담당한다. 대식세포들 및 중성구들과 같은 식세포들, 피부와 같은 장벽들, 그리고 의 항생물질 등이 선천면역에 중요한 역할을 한다.

## 역사
면역 현상의 과학화는 전염성 질환에서 회복한 사람들이 그 이후에는 그 질병에 걸리지 않는다는 관찰에서부터 기인했다. 면제 받은 사람(exempt)이라는 의미를 가진 라틴어의 immunis가 감염성 질병에 대한 방어력이 있는 상태, 즉 영어 단어 면역성(immunity)의 어원이 되었다.
면역현상을 기술한 가장 오래된 기록은 펠로폰네소스 전쟁을 기록했던 위대한 역사가 투키디데스까지 거슬러 올라간다. 기원전 430년경, 아테네에 만연했던 전염병을 기술하면서 그는 전염병에 걸렸다가 나은 사람만이 그 병에 다시 걸리지 않기 때문에 환자들을 간호할 수 있었다고 기록하였다. 비록 고대 사회에서 면역현상을 인지했다고는 하지만, 의학적으로 효과적인 처방이 되기까지는 거의 2000년의 시간이 걸렸다.
면역성을 유도하기위한 기록상의 첫 시도는 15세기 중국인들과 터키인들에 의해 신중하게 이루어졌다. 여러 보고들에서 천연두 농포에서 떼어낸 마른 딱지를 코 안으로 흡입시키거나 피부의 조그만 상처로 주입시키는 종두를 시행했음이 시사되고 있다. 1718년에 콘스탄티노플에 있던 영국 대사의 부인이었던 몬타규 여사(Mary Wortley Montague)는 그곳 사람들에게 나타난 종두의 긍정적 효과를 관찰한 후 자신의 자녀들에게도 종두를 행하였다. 이 기술은 1798년 영국의 내과의사인 제너를 통해 중요한 발전을 하게 되었다. 가벼운 질병인 우두에 걸렸던 소 젖을 짜는 여자들은 천연두에 면역이 된다는 사실에 흥미를 느끼고 제너는 우두 농포의 고름을 사람에게 접종하면 천연두에 대한 면역이 생길 것이라고 추론했다. 그의 생각을 확인하기 위해 그는 8세 된 소년에게 우두를 접종하고, 후에 그 소년에게 천연두를 인위적으로 감염시켰다. 예상대로 그 소년은 천연두에 걸리지 않았다. 제너의 우두를 이용한 천연두 예방접종은 유럽에 급속히 보급되었다. 그러나 목표로 삼을 질병과 질병의 원인에 대한 지식이 없었다는 이유 등으로 이 기술이 다른 질병에 적용되기까지는 백여년의 시간이 걸렸다. 과학사에 자주 있는 일로써, 통찰력 있는 관찰과 이에 수반되는 우연에 의해 면역유도와 대한 중대한 발전이 이루어졌다. 파스퇴르는 닭 콜레라를 일으키는 것으로 생각되는 세균을 배양하는 데 성공했으며, 그 배양된 세균을 접종한 닭에서 닭 콜레라가 발병되는 것을 확인했다. 여름휴가에서 돌아온 후 그는 오랫동안 배양했던 세균을 닭에게 접종해보았다. 닭들은 병들었지만, 놀랍게도 회복되었다. 그때 파스퇴르는 건강한 닭에게 주사할 목적으로 새롭게 세균을 배양하고 있었다. 그러나 우연한 발견들이 그렇듯이 그가 가진 닭은 충분하지 않았고 그래서 그는 이전에 사용한 닭들을 다시 사용하였다. 또다시 파스퇴르를 놀라게 하는 일이 생겼다. 두 번 접종한 닭들은 질병을 완벽하게 방어하였던 것이다. 파스퇴르는 노화된 세균은 병원성이 약화된다는 것과 약화된 세균을 질병 예방에 사용할 수 있다는 가설을 세우고 이를 증명하였다. 그는 이러한 약화된 세균균주를 지칭하는 말을 제너의 업적을 기념하면서 라틴어에서 소를 의미하는 'vacca'에서 유래한 백신(vaccine)으로 명명했다.

### 체액성 면역과 세포성 면역의 확립
비록 파스퇴르가 예방접종의 효능을 증명했지만 그는 그 이유를 알지 못했다. 1901년, 베링과 기타사토 시바사부로의 실험적 연구가 면역기작에 대한 탐구의 첫 발자국이었다. 베링과 기타사토는 이미 디프테리아에 대한 면역을 가지고 있는 동물의 혈청을 면역이 없는 동물에게 전달할 수 있다는 것을 증명했다. 질병에 대한 방어제를 찾는 중에 20여 년 동안 여러 연구자들이 면역혈청으로부터 분리한 혈청 성분들이 독소를 중화시키고, 침전시키며, 세균을 흡착시킬 수 있다는 사실을 증명했다. 이 혈청 성분들은 각각 항독소(antitoxin), 침강소(precipitin), 응집소(aggultinin)등으로 불렸다. 처음에는 각각 다른 혈청 성분들이 각각의 활성을 가질 것으로 생각됐었지만, 1930년대에 이르러 Elvin Kabat의 노력으로, 혈청 속의 감마 글로불린(현재는 면역 글로불린)이라고 불리는 한 성분이 이런 활성을 가진다는 사실을 알게 되었다. 면역 글로불린 중에 활성을 가지는 분자를 항체라고 부른다. 이때, 면역현상이 체액 속에 포함된 항체에 의해 매개되기 때문에 체액성 면역이라고 부른다. 혈청 성분이 면역력을 전달할 수 있다는 발견이 있기 훨씬 전인 1883년에 엘리 메치니코프는 세포 역시 동물의 면역력에 기여하고 있음을 밝혀냈다. 그는 그가 포식세포라고 부른 백혈구가 미생물과 다른 외부 물질을 먹어치울 수 있다는 사실을 관찰했다. 이들 식세포가 체내에서 하는 역할은 면역 작용 이외에는 없으므로 메치니코프는 혈청 성분보다도 이들 세포들이 면역 현상의 주체라는 가설을 세웠다. 메치니코프가 확인한 포식세포들은 단구세포와 중성구같은 것이었다.
면역현상에 대한 의견 차이 때문에 체액성 면역을 지지하는 사람들과 메치니코프의 세포성 면역을 지지하는 사람들 사이에 논쟁이 심화되었다. 후에 면역성에는 체액성 반응과 세포성 반응이 모두 필요하기에 양쪽 주장 모두가 옳다는 사실이 밝혀졌다. 혈청연구는 생화학적 기술의 확립과 혈액 이용법의 향상을 가져왔지만, 면역세포의 활성 연구는 근대적인 조직배양 기술이 발달하기 전에는 어려운 일이었다. 이러한 기술적 어려움 때문에 세포성 면역에 대한 지식은 체액성 면역에 관한 발견보다 늦게 밝혀졌다. 1940년대에, Merrill Chase는 모르모토들 사이에 백혈구를 전달시킴으로써 결핵에 대한 면역력을 전달하는 데 성공하였다. 이 증명은 세포성 면역에 관심을 다시 불러일으켰다. 1950년대에는 향상된 세포배양 기술의 등장으로 세포성 면역과 체액성 면역, 양쪽 모두에 관여하는 림프구가 분리되었다. 그리고 바로 이어서, 미시시피 주립대학교의 Bruce Glick의 닭을 이용한 혁신적인 실험들을 통해서 두 종류의 림프구들이 있다는 것이 밝혀졌다. 가슴샘(Thymus)에서 유래한 T 림프구는 세포성 면역을 담당하며 파브리시우스 낭(Bursa of Fabricius) 유래의 B 림프구는 체액성 면역을 담당한다. 세포성 면역과 체액성 면역의 역할에 대한 논쟁은 두 면역계가 서로 얽혀있고, 면역반응에 두 면역계가 모두 필요하다는 것이 밝혀지면서 끝이 났다. 이러한 역사적 과정과 비교적 최근의 업적들, 그리고 해부학과 생리학의 발달로 인해 선천면역과 후천면역에 대한 체계가 확립되었다. 이들은 체액성 면역과 세포성 면역의 상호 협동에 의해 이루어지며, 선천면역과 후천면역 또한 상호간을 촉진, 증폭시켜 병원체에 대한 효과적인 방어가 이루어지게 한다.

## 인체의 선천면역
선천면역은 물리적 방어벽, 생리학적 방어벽, 포식 작용, 염증 반응의 네 가지 종류의 방어벽으로 구성되었다고 볼 수 있다.

### 물리적 장벽
| 기관       | 부차적인 방어 기작                                                        |
| ---------- | ------------------------------------------------------------------------- |
| 피부       | 땀, 표피탈락, 홍조, 유기산                                                |
| 소화관     | 연동운동, 위산, 담즙산, 소화 효소, 티오시안염, 디펜신, 장에서 서식하는 균 |
| 기도 및 폐 | 가래, 계면활성제, 디펜신                                                  |
| 비인두     | 점액, 타액, 리소좀                                                        |
| 눈         | 눈물                                                                      |

표피층은 감염원이 통과할 수 없는 물리적 장벽이며, 외부 항원 방어막의 최전선이다. 피부 표피층의 탈락 역시 피부 표면에 달라붙어 있는 세균을 비롯한 감염원들을 제거해주며, 소화기와 호흡기에서의 연동운동과 섬모운동 역시 감염원을 제거하는 역할을 한다. 그 밖에도 점액은 감염원을 잡으며, 장 내에 서식하는 세균도 다른 유해한 세균들이 서식하지 못하도록 독성 물질을 내뿜는다. 눈물과 타액은 각각 눈과 입의 감염을 막는데 도움을 준다.

### 감염에 대한 생리학적 방어벽
선천면역에 기여하는 생리학적 장벽은 온도, pH, 그리고 여러 용질과 세포와 연관된 분자들로 구성된다. 많은 종들은 그들의 정상 체온이 병원체의 증식을 억제하기 때문에 쉽게 질병에 걸리지 않는다. 예를 들어 닭은 높은 체온이 세균의 증식을 저해하기 때문에 탄저병에 대해서 선천면역을 가지고 있다. 이와 유사하게, 낮은 pH의 환경에서 살아남을 수 있는 미생물은 극소수이므로 위산도 생리학적인 선천면역으로 작용한다. 단 신생아는 어른에 비해 위의 산도가 낮기 때문에 쉽게 질병에 노출된다. 가용성 단백질인 리소자임, 인터페론, 그리고 보체(complement)등을 비롯한 다양한 가용성 인자들 또한 선천면역을 구성한다. 점액 분비물과 눈물 속에서 발견되는 가수분해 효소인 리소자임은 세균의 세포벽의 펩티도글리칸 층을 부술 수 있다. 이는 특히 세포벽의 약 80-90%가 펩티도글리칸인 그람 양성균의 침입을 막는데 용이하다고 볼 수 있다. 한 그룹의 단백질들로 구성된 인터페론은 바이러스에 감염된 세포로부터 만들어진다. 인터페론의 많은 기능 중에는 근처 세포에 결합해서 항바이러스 상태를 유도하는 능력이 있다. 보체는 비활성 상태에서는 체내를 순환하는 혈청 단백질의 한 종류이다. 다양한 특이적 또는 비특이적 면역 기전들이 비활성 상태의 보체 단백질들을 활성화 시키고, 활성화된 보체들은 병원균의 세포막에 손상을 주어 병원균을 파괴하거나 제거하기 쉬운 상태로 만들 수 있는 능력을 보인다. 보체는 특정 세포 표면에 항체가 결합하거나 보체 분자와 미생물의 세포벽의 구성성분 사이의 결합을 통해서 반응을 촉발시키는 실행자의 역할을 한다. 보체분자 혹은 보체의 일부분과 세포의 수용체간의 결합은 선천면역 또는 후천면역을 촉발시킨다. Collectin(en)에 관한 최근의 연구는 이 계면활성 단백질이 세균의 지질 막을 파괴시키거나 또는 식세포작용에 민감하게 함으로써 직접적으로 세균을 죽일 수 있다는 사실을 보여주고 있다. 선천면역에 포함되는 많은 분자들은 주어진 class의 분자들을 인식할 수 있는 패턴인식(pattern recognition)의 성질을 가진다. 일부 분자들은 병원성 미생물에만 특징적이고 다세포 생물에는 결코 발견되지 않기 때문에, 그러한 분자들이 표현되는 외래 침입자를 즉시 인식하고 싸울 수 있는 능력은 선천면역의 강력한 무기이다. 패턴인식 능력을 가지는 분자는 앞에서 언급한 라이소자임과 보체와 같은 가용성 단백질일 수 있고, 또는 세포 관력 수용체들일 수 있다. Toll유사수용체(toll like recepter, TLR)들의 클래스 가운데, TLR4는 그람 음성균에서 발견되는 당지질(LPS)을 인식한다. 그람 음성균에 의한 국소적인 감염으로 TLR에 LPS가 노출될 때, 이는 침입한 세균을 격퇴하는 결과를 가져온다.

### 포식 작용
선천면역의 또 다른 중요 방어기작은 포식 작용(Phagocytosis)으로 세포가 입자형태의 병원체를 섭취하는 것이다. 포식 작용은 세포내 이입(endocytosis)의 일종으로 일반적인 의미는 외부환경으로부터 세포가 물질을 섭취하는 것을 말한다. 포식 작용에서 세포의 원형질막은 포식소체(phagosome)라고 불리는 커다란 소포를 형성하기 위해 병원성 미생물과 같은 입자형태의 물질을 둘러싸기 위해 확장된다. 대부분의 포식 작용은 혈액의 단구세포, 중성구, 대식세포 등과 같은 특별한 세포에 의해서 이루어진다. 대부분 종류의 세포들은 세포외부의 물질을 세포표면의 특이적인 수용체에 결합시킨 후 세포 내부로 이입시키는 수용체 매개 세포내 이입과 배지로부터 액상물질을 섭취하는 과정인 음세포 작용(pinocytosis)같은 다른 형태의 식세포 작용을 할 수 있는 능력이 있다.

### 염증 반응
염증은 감염이나 자극에 대해서 면역 체계에서 가장 처음으로 보이는 반응이다. 염증은 손상된 세포에서 방출되는 화학물질에 의해 생겨나는 것이며, 감염이 더 이상 퍼지지 않도록 물리적 장벽을 만들고 손상된 조직이 빨리 치유될 수 있도록 도와준다.
염증이 진행되는 동안 만들어진 화학물질(히스타민, 브래디키닌, 세로토닌, 류코트리엔, 프로스타글란딘)은 통각 수용체를 민감하게 만들어 감염된 지역의 혈관이 확장되게 만들고 식세포(특히 호중구)를 끌어모은다. 그러면 호중구는 다른 백혈구와 림프구를 끌어모은다.
염증 반응은 다음과 같은 증상들을 동반한다.
- 발적(붉은색으로 변하는 것)
- 열
- 부어오름
- 통증
- 기능 장애(관련된 조직이나 기관의)

## 선천면역과 후천면역의 상호 협동
후천면역계와 선천면역계는 서로 독립적으로 작동하지 않는다. 그들은 협력적인 체계로 작용하여, 각 부분이 각각 독립적으로 만들어 낼 수 있는 것보다 훨씬 더 효율적인 통합된 반응을 만들어 낸다. 어떤 면역 구성원들은 면역계의 양쪽 유형 모두에서 중요한 역할을 한다.
협동의 한 예로 대식세포들과 미생물들의 접촉하는 경우에 일어나는 반응을 들 수 있다. 대식세포 표면의 수용체들과 미생물들의 구성성분 사이의 상호작용에 의해 후천면역반응을 일으키는 가용성 단백질들이 생성되어, 병원체들의 제거에 후천면역계의 참여가 촉진된다. 자극된 대식세포들은 또한 특정 세포내 병원체들에 대항하는 후천면역반응을 지시할 수 있는 사이토카인을 분비한다.
후천면역계 또한 선천면역 반응의 효과를 일으키고 증가시키는 신호들과 물질들을 생성한다. 특정 T 세포들은 특정 항원과 접촉했을 때, 대식세포들이 섭취한 미생물을 죽이는 능력을 높이는 사이토카인을 합성하고 분비한다. 또한, 침입자에 대항하여 생성된 항체들은 병원체에 결합하여 병원체가 보체 공격의 표적이 되게 하며, 보체 공격의 강력한 활성인자로 작용한다.
이처럼 서로 중복되는 역할들을 통해서, 두 면역계는 감염에 대해 효율적인 방어장벽을 형성한다.

## 같이 보기
- 아포토시스
- 항미생물 펩타이드
- 세포자살

## 참고 문헌
- KUBY IMMUNOLGY fifth edition, Richard A. Goldsby, Thomas J. Kint, Barbara A.Osborne, Janis Kuby
- 교양 생물학사 / 박범익 ; 김재영 [공저] 집현전, 1990